# Arheološko nalazište Ad basilicas pictas
Arheološko nalazište Ad basilicas pictas u Splitu, zaštićeno je kulturno dobro.
Objekti s nalazišta sagrađeni su u 1. stoljeću. Naziv lokaliteta Ad basilicas pictas ("Kod oslikanih bazilika") potječe iz povijesnih izvora u kojima se označava položaj srednjovjekovne crkve sv. Andrije.

## Arheološka istraživanja
Prva arheološka istraživanja ovog lokaliteta vođena su 1953./1954. i 1956./1957. za Arheološki muzej u Splitu, a poduzimaju ih Duje Rendić Miočević i Branimir Gabričević. Tijekom 1957. radovima se priključuje i Tomislav Marasović, u ime Urbanističkog biroa za Dalmaciju. Na temelju tih istraživanja T. Marasović donosi idealnu tlocrtnu rekonstrukciju dviju crkvenih građevina koje su međusobno bile povezane i nose naziv "basilicae geminae".
Jedna od ovih dviju građevina može se identificirati kao već spomenuta crkva sv. Andrije, u kojoj je 1185. god. splitski nadbiskup Petar Ugrin sazvao provincijsku crkvenu sinodu. Već pri ovim istraživanjima uočeno je da je sklop nastao na temeljima starijeg antičkog objekta izgrađenog prije Dioklecijanove palače. Nalazi keramike, novca, stakla i elemenata nošnje (Sl. 3) govore nam o kontinuitetu lokaliteta od prvih stoljeća poslije Krista do sredine kasnog srednjeg vijeka.
Pri igradnji stambene zgrade 1965. gododine, tridesetak metara sjevernije nađena je grupa antičkih zidova i kasnoromanička baza stupa. Ove nalaze arheolozi povezuju uz ostatke bazilika. U siječnju 1997. građevinski radovi započeti na mjestu lokaliteta djelomično su devastirali arheološki značajne slojeve, nakon čega je Konzervatorski odjel u Splitu zabranio radove. U periodu od 13. siječnja do svibnja 1997. vođena su revizijsko-zaštitna istraživanja koja su dovela do značajnih spoznaja o fazama razvoja i kontinuitetu ovog lokaliteta.
O postojanju dviju crkava na tome mjestu sv. Andrije i sv. Ivana znalo se iz crkvenih dokumenata iz 16. i 17. stoljeća koji ih spominju kao “ecclesiae pictae”, a crkvu sv.
Andrije “...quae dicat picta...“ (koja se naziva obojenom) spominje već Toma Arhiđakon, splitski kroničar (1200. – 1268.) u svom djelu “Historia Salonitana”
u kojemu piše da je u toj crkvi održan 1185. važan crkveni sinod.
Prilikom radova za vodovod i kanalizaciju nađeni su ostaci zidova koji su bili definirani kao zidovi starokršćanskih dvojnih bazilika, nastalih u ranijem antičkom sklopu. Bazilike su bile ukrašene višebojnim mozaicima. Prilikom izgradnje temelja za jednu višekatnicu mozaici su uništeni, a radovi su poslije toga obustavljeni. Podizanje kršćanskih bazilika nad ostacima antičke građevine (kazališta-odeona) iztraživači temelje na nalazima novaca ostataka keramike.
Tu je nađen i krsni zdenac križnog tlocrta obložen pločama egipatskog alabastera. Čitava priča o obojenim bazilikama ispričana na izložbi Ad basilicas pictas na 24 dobro dizajnirana panoa, ukrašena
duhovitom i edukativnom marginom s pregledom povijesti Splita, a završava vizijom budućnosti lokaliteta obojenih crkava.
Izložbu je zamislila i ostvarila grupa splitskih arheologa iz Uprave za zaštitu kulturne baštine konzervatorskog odjela u Splitu.
Arheološko nalazište Ad basilicas pictas značajan je antički, starokršćanski i srednjovjekovni punkt. Na arheološkom nalazištu utvrđene su tri građevne faze: antička datirana u 1. – 2. stoljeće s ostatcima građevine kružnog tlocrta, starokršćanska faza datirana u 5. – 6. st. s dvjema crkvama i krstionicom, jedinom i najstarijom do sada pronađenom na splitskom poluotoku, zatim treća faza koja pripada srednjovjekovnom groblju koristi jednu od starokršćanskih crkava. Ova se u povijesnim dokumentima spominje kao crkva sv. Andrije koja se još naziva slikanom i gdje je 1185. godine održana crkvena sinoda.
U tijeku pripremnih iskopavanja za izgradnju trgovačkog centra Small Mall na raskrižju Ulice Domovinskog rata s Vukovarskom, Livanjskom i Bihaćkom ulicom otkriveno je novo i neočekivano važno arheološko nalazište. Radi se o do sada nepoznatom amfiteatru iz IV. stoljeća, odnosno iz vremena kad je car Dioklecijan obitavao u svojoj palači. Unatoč nepristupačnosti većem dijelu ostataka antičke građevine zbog okolnih kasnije sagrađenih i danas još funkcionalnih građevina, arheolozi su bili u mogućnosti procijeniti neke njene osnovne karakteristike[30][nedostaje izvor]. Istraživanje je provela i tvrtka Neir, a nadzirao splitski Konzervatorski odjel[31][nedostaje izvor].
Amfiteatar je imao arenu raspona 50 metara, bio je ukupnog promjera 80 metara[32], a nalazio se uz sam Dioklecijanov aqueduct sve do kraja kandijskog rata 1647. godine kada ga je, već djelomično porušenog, u potpunosti dao razrušiti mletački providur Dalmacije Leonardo Foscolo kako bi spriječio moguće utvrđivanje Osmanlija na tako maloj udaljenosti od tadašnjeg mletačkog Splita. Inače, lokalitet na kojem su pronađeni ostatci ove povijesno toliko važne građevine već je poznat pod nazivom “Ad basilicas pictas”[32][nedostaje izvor] (“Kod oslikanih bazilika”). Tu su već ranije pronađeni ostatci arhitekture koja je prethodila nastanku Dioklecijanove palace, točnije antičnom naselju Spalathum, kao i ostaci nekih drugih antičkih i srednjovjekovnih građevina[31][nedostaje izvor].
Ovaj pronalazak je od iznimne ne samo arheološke, već i kulturno-povijesne, kao i turističke važnosti. Uz Pulsku Arenu, te amfiteatre u antičkoj Saloni i Burnumu kraj Knina, ovo je četvrti primjer ove arhitekture na području Republike Hrvatske. Ipak, zbog nemogućnosti daljnjeg istraživanja na lokalitetu, pronađeni ostatci su konzervirani i ostavljeni za neka daljnja proučavanja. Vjerojatno je iz istog razloga zaustavljena i izgradnja navedenog trgovačkog centra jer se nakon tog otkrića odustalo od gradnje istog na toj vrlo atraktivnoj poziciji uz sam povijesni centar grada[31][nedostaje izvor].

## Zaštita
Pod oznakom Z-4541 zavedeno je kao nepokretno kulturno dobro - pojedinačno, pravna statusa zaštićena kulturnog dobra, klasificiranog kao arheološka baština.